# Aurore Guitry
Pour les articles homonymes, voir Guitry.
Aurore Guitry est une metteuse en scène, traductrice et romancière française née le 20 janvier 1980 à Grasse. Elle est docteur en pratique et théorie de la création artistique et littéraire. Arrière-petite-nièce de Sacha Guitry, elle a vécu en Thaïlande et fait de longs séjours en Inde.

## Romans de sa main
- Le Songe de Goya, Belfond, 2019[1].
- Les Petites Morsures, Calmann-Lévy, 2007  (ISBN 978-2702137550).
- Les Âmes fardées, Calmann-Lévy, 2009  (ISBN 978-2702139684).
- La Corde sensible, Éditions Denoël, 2013  (ISBN 978-2207115756).

## Ouvrages traduits
- Cherie Bennett, Coûte que coûte, 2005.
- Zoey Dean, La Liste VIP.
- Alison Gaylin, Scoop à Hollywood, 2009.
- Mary-Doria Russell, L'Aube des rêveurs, 2009.
- Jillian Lauren, Mes Nuits au Harem, 2010.
- Kim Wright, L'Amour sur un petit nuage, 2010.
- Conor Grennan, Les Petits Princes du Népal, 2011.
- Louise Millar, Petits goûters entre amies, 2013.
- Marc Eliot, Clint Eastwood, un rebelle américain, 2013.
- Gabrielle Zevin, The storied life of A.J. Fikry, 2014.
- Chris Lowney, Le pape François, le secret de son charisme : leçons du premier pape jésuite, 2014.
- Gabrielle Zevin, Young Jane Young , 2017.
- Alison Benjamin et Brian McCallum, The Good Bee, 2020.
- Debra N. Mancoff, The Secrets of Art, 2021
- Gabrielle Zevin, Tomorrow, and Tomorrow, and Tomorrow, 2022

## Mises en scène
- Le Songe d'une nuit d'été de William Shakespeare au Parc des Buttes Chaumont, 2004.
- Le Cirque de Don Juan adaptation du Don Juan de Molière, au Parc des Buttes Chaumont, 2008.